# Gruftkapelle der Grafen Tauffkirchen-Kleeberg

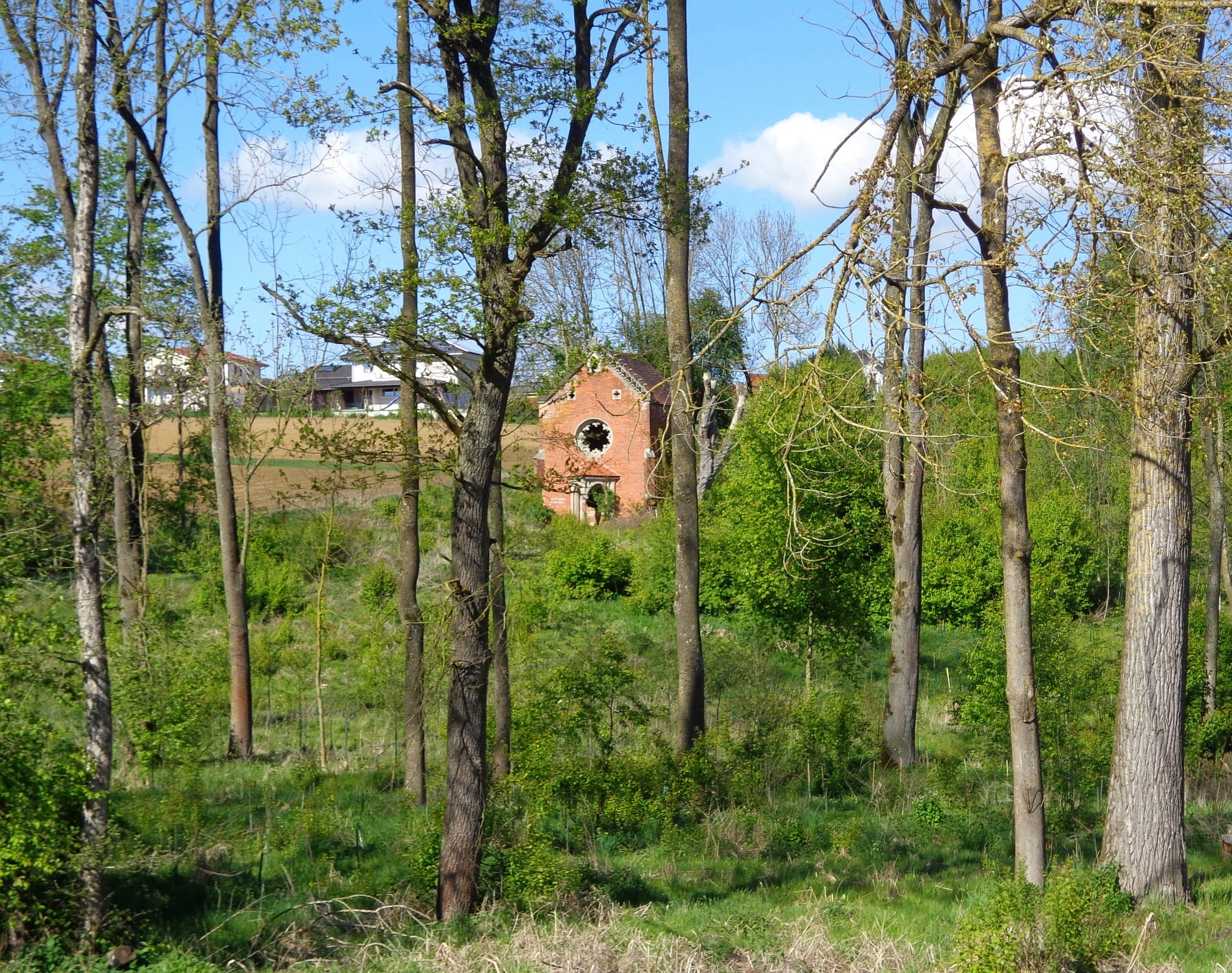
Gruftkapelle der Grafen Tauffkirchen-Kleeberg bei Ruhstorf an der Rott, gesehen von Trostling aus (Zustand 2017)

Die Gruftkapelle der Grafen Tauffkirchen-Kleeberg (lokal auch Gruftkapelle im Grafenholz oder Grafengruft genannt) befindet sich in Trostling, einem Ortsteil des Marktes Ruhstorf an der Rott im niederbayerischen Landkreis Passau.  Unter der Kapelle liegt die ehemalige Familiengruft der auf Schloss Kleeberg ansässigen Linie der der Grafen von Tauffkirchen und ihrer Nachkommen.

## Geschichte

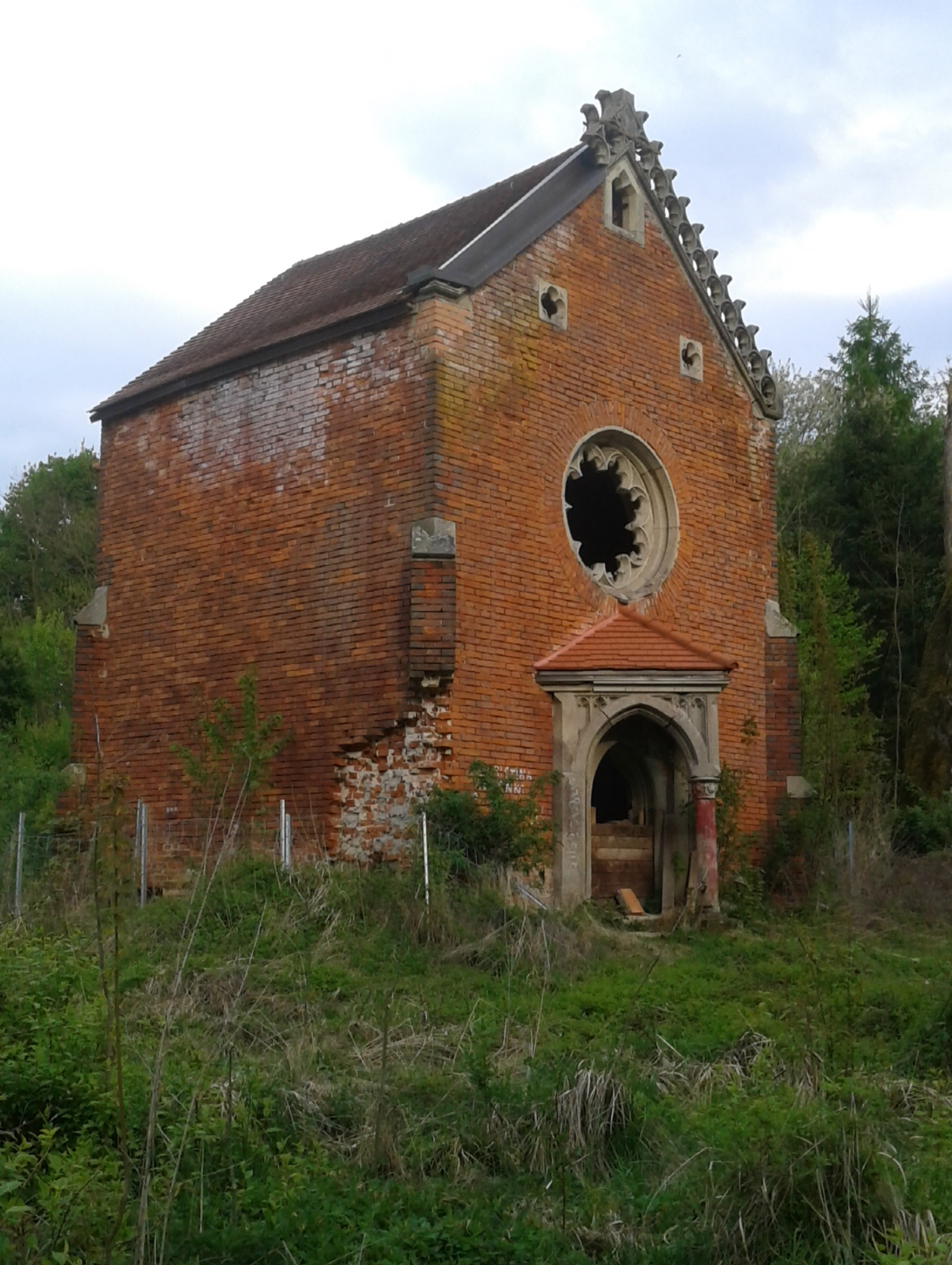
Schauseite (Zustand 2017)

Der monumentale, aber bis 2019 stark verfallene Backsteinbau im Stil der Neugotik liegt an der Straße von Ruhstorf nach Kleeberg im Bereich der Ortschaft Trostling in einem Waldstück auf einem sanft ansteigenden Hügel über dem Kleeberger Bach.
Die Errichtung der auf 336 m Seehöhe gelegenen historistischen Kapelle geht zurück auf Leopold Ernst Grafen von Tauffkirchen-Kleeberg (1781–1860), der sie um die Mitte des 19. Jahrhunderts als Familiengruft erbauen ließ. Neben seiner 1854 verstorbenen Gemahlin Sophie Marie Wilhelmine, geb. Gräfin zu Ortenburg, wurde auch ihr im Alter von 17 Jahren verstorbener Sohn Maximilian hier bestattet. Der auf Schloss Kleeberg lebende Zweig dieses Geschlechtes starb 1871 mit Max Joseph Grafen von Tauffkirchen im Mannesstamm aus, worauf seine 1838 geborene Witwe Marie Therese, geb. Gräfin Meraviglia-Crivelli, im Jahre 1877 Aloysius „Louis“ Freiherrn Weiß von Starkenfels (1847–1895) heiratete. Dieser lebte auf der nahegelegenen, vormals gräflich Joner'schen, Herrschaft Tettenweis samt Schloss und war ein bedeutender Heraldiker und Genealoge, der zusammen mit Johann Kirnbauer von Erzstätt das Siebmacher-Wappenbuch über den Adel in Oberösterreich verfasste. Aus seiner Ehe mit Marie Therese, geb. Gräfin Meraviglia-Crivelli, gingen jene beiden Kinder hervor, die 1879 und 1880 als vermutlich letzte in der Gruftkapelle begraben wurden. Freiherr Weiß von Starkenfels verkaufte den ehemals Tauffkirchen'schen Besitz und das Schloss Kleeberg 1881 an die Freiherrn von Moreau, denen es bis heute gehört.

## Beschreibung des Zustandes bis 2019

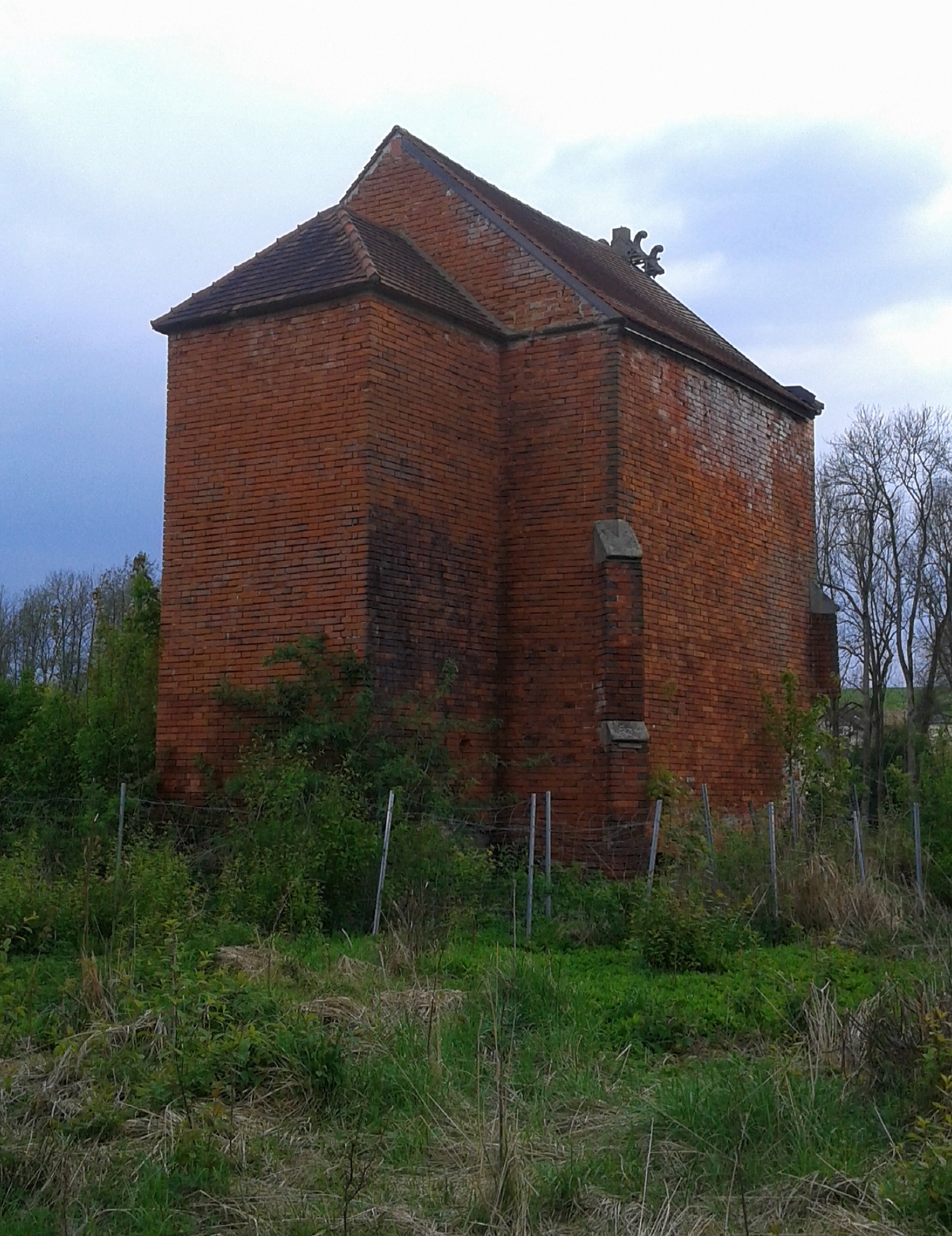
Rückansicht (Zustand 2017)

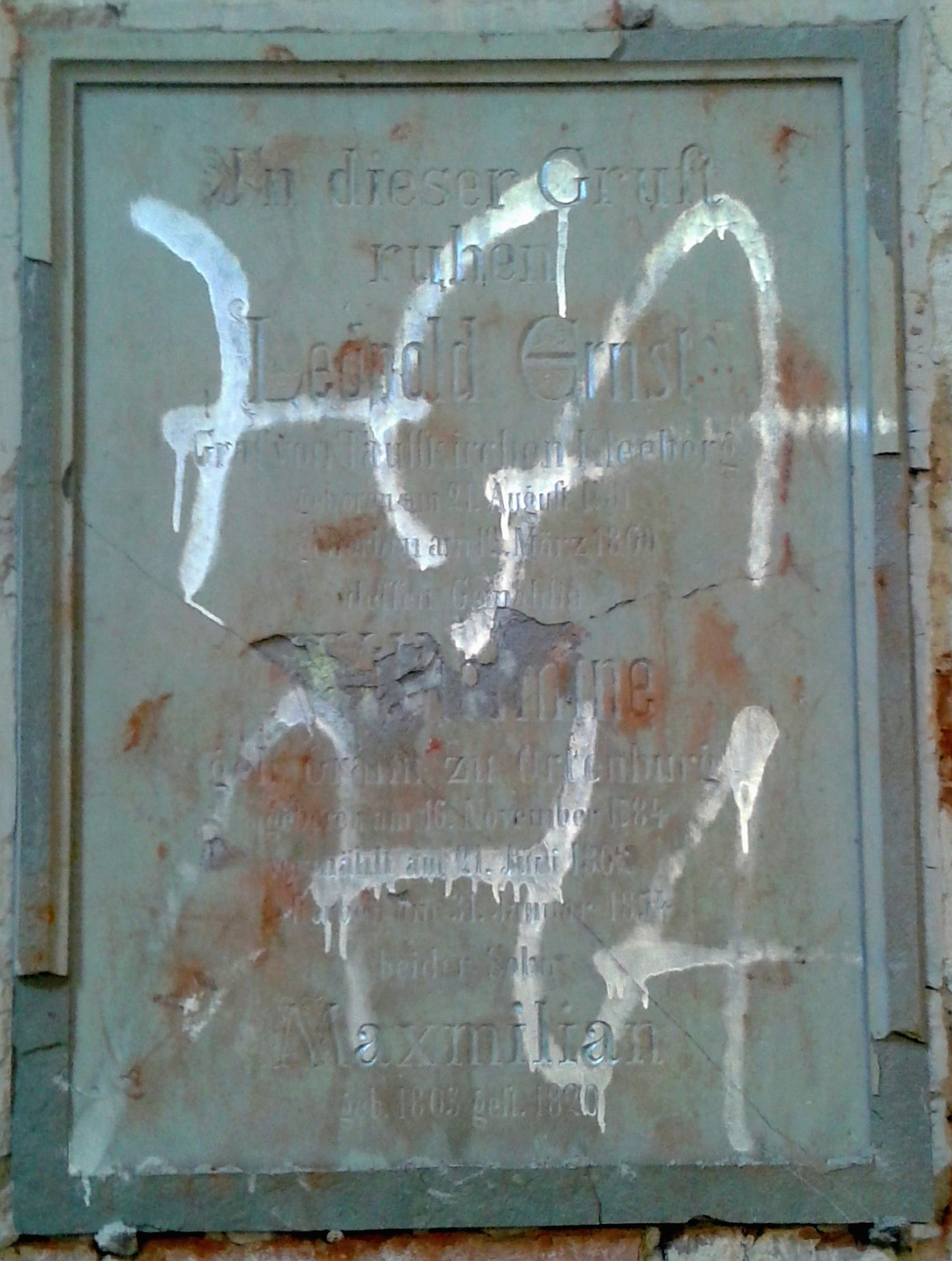
Epitaph der Grafen Tauffkirchen-Kleeberg mit Graffiti (Zustand 2017)

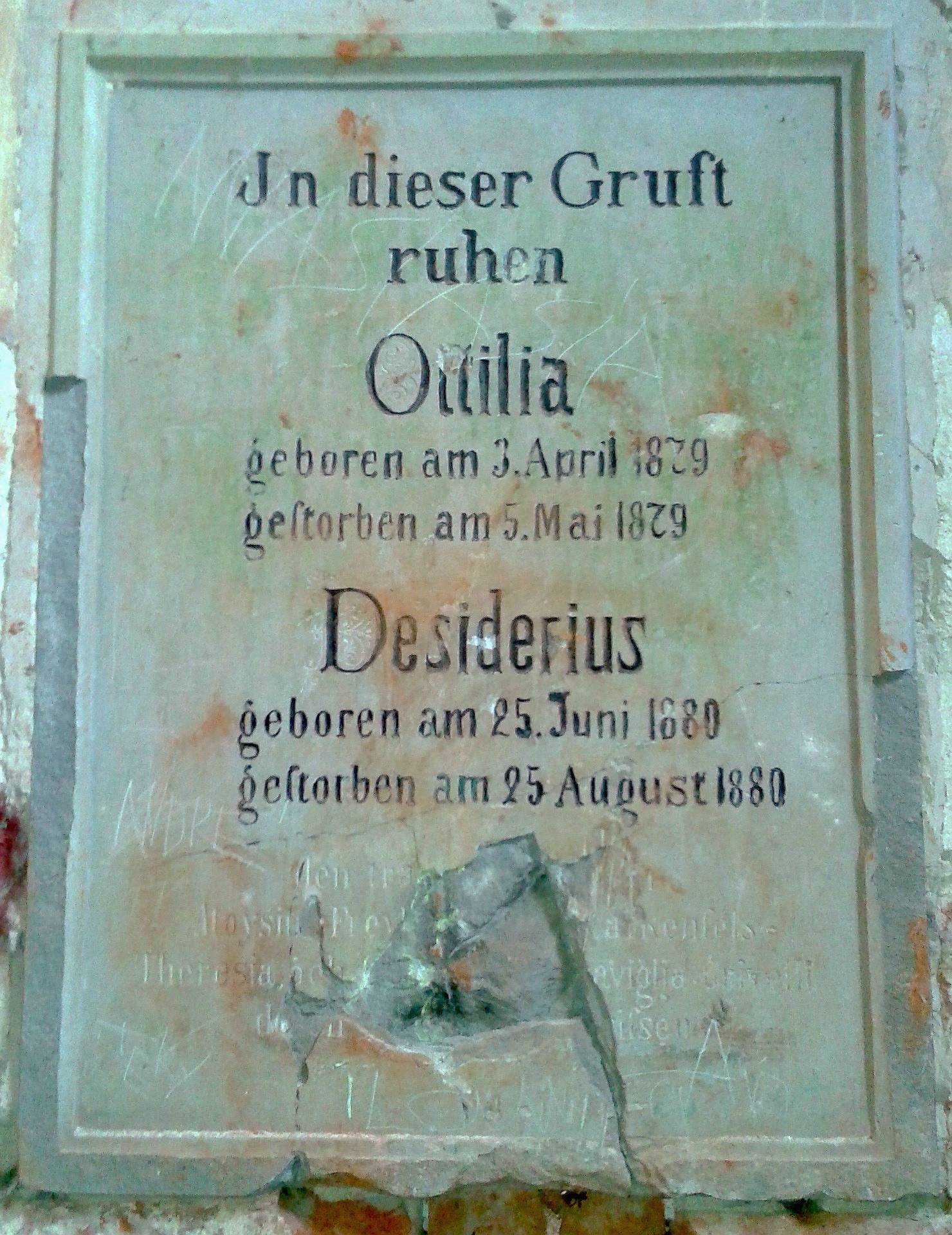
Epitaph der Kinder Weiß von Starkenfels (Zustand 2017)

### Außengestaltung
Es handelt sich bei der Anlage um einen annähernd quadratischen Bau mit Satteldach und einer an der Nordostseite diesem vorgelegten rechteckigen Altarnische. Der einzige Zugang liegt im Südwesten und ist mit einem dreieckig vorspringenden Dach versehen, das von zwei gotischen Spitzbögen aus Kalkstein getragen wird. Über dem Eingang befinden sich eine gotische Fensterrose (nur Reste erhalten) und mehrere Mauerdurchbrüche in Rosettenform. An den Ecken des Gebäudes in die Wände eingebundene Stützpfeiler. Obwohl die Bedachung vor einigen Jahren repariert wurde, ist die Gruftkapelle allgemein in einem schlechten Bauzustand.

### Innengestaltung
Der rechteckige Innenraum ist sehr schlicht gehalten. In  Mitte des Raumes führt eine heute mit Bauschutt verlegte Treppe in die zur Aufnahme der Särge bestimmte Gruft im Kellergeschoss der Gruftkapelle. Von der mit metallenen Heberingen versehenen Gruftplatte sind, ebenso wie vom einstigen Altar, lediglich Bruchstücke sichtbar, von Bänken und sonstiger Ausstattung ist nichts erhalten.
An der Nordwestwand befindet sich das aus Solnhofener Plattenkalk bestehende Epitaph des Leopold Ernst Grafen von Tauffkirchen-Kleeberg und seiner Familie; diesem gegenüber ist an der Südostwand das aus demselben Material gearbeitete Epitaph für zwei frühverstorbene Kinder aus der Familie der Freiherrn Weiß von Starkenfels angebracht. An den Wänden und auf den Epitaphien finden sich zahlreiche Graffiti, die den verwahrlosten Eindruck der Anlage noch verstärken.

### Monumente
Die Inschrift auf dem Epitaph des Leopold Ernst Grafen von Tauffkirchen-Kleeberg und seiner Familie an der nordwestlichen Innenwand der Kapelle lautet In dieser Gruft / ruhen // Leopold Ernst / Graf von Tauffkirchen Kleeberg / geboren am 21. August 1781 / gestorben am 12. März 1860 // dessen Gemahlin / Wilhelmine / geb. Gräfin zu Ortenburg / geboren am 16. November 1784 / vermählt am 21. Juni 1802 / gestorben am 31. Januar 1854 // beider Sohn / Maximilian / geb. 1803 gest. 1820.
Die teilweise schwarz nachgezogene Inschrift auf dem Epitaph für die beiden früh verstorbenen Kinder aus der freiherrlichen Familie Weiß von Starkenfels an der südöstlichen Innenwand der Kapelle lautet In dieser Gruft / ruhen // Ottilia / geboren am 3. April 1879 / gestorben am 5. Mai 1879 // Desiderius / geboren am 25. Juni 1860 / gestorben am 25. August 1880 // den tra[uernden Elte]rn / Aloysiu[s] Freyh[err Weiß von S]tarkenfels / Theresia, geb. [Gräfin Mer]aviglia-Crivelli /  d[...] [entr]issen. Mehrere Beschädigungen der Steinplatte erschweren die Lesbarkeit der Inschrift.

## Renovierung und Wiedereinweihung 2019
Im Jahr 2019 initiierte der heutige Besitzer von Schloss Kleeberg, Karl Benedikt von Moreau, zusammen mit dem „Verein zur Erhaltung der Grafengruft-Kapelle Tauffkirchen“ die Renovierung der neugotischen Kapelle in Trostling. Bei der Wiedereinweihung im Rahmen einer ökumenischen Feier am 30. Dezember 2019 berichtete Moreau über die Hintergründe der Errichtung des Bauwerks: „Leopold Ernst Graf von Tauffkirchen hatte 1802 Wilhelmine Gräfin von Ortenburg geheiratet, welche evangelisch war. Als diese 1854 starb, war es wohl nicht möglich, sie im Ruhstorfer Friedhof beisetzen zu lassen, woraufhin Graf Tauffkirchen seiner Familie eine eigene Gruftkapelle in neugotischem Stil erbauen ließ.“ Bei der Renovierung wurde das neugotische Aussehen der Kapelle wieder hergestellt, so weit Maßwerk, Giebelfront und Innenarchitektur noch zu rekonstruieren waren. Zur Wiedereinweihung wurde auch der einst von der Gruftkapelle durch das Grafenholz bis nach Trostling bestehende Sichtkorridor wiederhergestellt.

## Volksmund
Die versteckte Lage der verfallenden Gruftkapelle in einem dichten Waldgebiet und mangelnde Kenntnisse über die Besitzverhältnisse von Schloss Kleeberg führten dazu, dass die Anlage  zum Objekt von Erzählungen des Volksmundes wurde. Der Treppenabgang zur Gruft im Kellergeschoss des Mausoleums wurde dabei als Zugang zu einem Geheimgang umgedeutet, und die beiden dort begrabenen Kinder aus der Familie Weiß von Starkenfels wurden ebenfalls in die Legende eingebunden. So wird erzählt: „Im 19. Jahrhundert erbauten Fürsten diese Gruft. In der Gruft gibt es einen Geheimgang, den man damals auch nach unten gehen konnte. Den Geheimgang haben die Fürsten gebaut, um sich vor Angriffen zu schützen. Dieser Geheimgang war ein paar Kilometer lang und führte bis zur Siebenschläferkirche. Einmal wollten Fürstenkinder in diesem Gang spielen. Als sie ungefähr in der Mitte angekommen waren, begann der Tunnel einzustürzen. Sie wollten wegrennen, wurden aber lebendig von Steinen begraben. Man erzählt sich seitdem, dass man immer noch die Schreie der Kinder hört, wenn man oberhalb des Tunnels entlanggeht. Der Geheimgang darf jetzt nicht mehr betreten werden, weil dort immer noch Einsturzgefahr besteht und weil er auch eingestürzt ist.“